# Режи, Клод
Клод Режи (фр. Claude Régy, 1 мая 1923, Ним — 26 декабря 2019) — французский театральный режиссёр и педагог.

## Биография
Начинал как актёр (1946). Работал помощником режиссёра у Андре Барсака в известном парижском театре Ателье. В 1976 создал собственную труппу Les Ateliers Contemporains. Преподавал в Национальной консерватории театрального искусства (1981—1986).

## Режиссёрские работы
Ставил пьесы Аррабаля, Ведекинда, Виткевича, Дюрас, Дюрренматта, Клейста, Ленца, Лорки, Пинтера, Пиранделло, Н. Саррот, Стриндберга, Хандке, Б. Штрауса и др., из русских авторов — Чехова, В. Славкина.
Обращался к пьесам современных норвежских драматургов: Юна Фоссе — спектакли Вариации на тему смерти, Меланхолия I, 
Арне Люгре (Человек без цели). Среди его спектаклей — «Психоз» по пьесе Сары Кейн, с Изабель Юппер в главной и единственной роли. В 1999 г. была поставлена пьеса «Кто-то скоро придёт» — парафраз сюжетов Метерлинка; а также — «Вариации на тему смерти». Нередко создает спектакли по произведениям современных поэтов (А. Мешонник, Ч. Резникофф и др.).
Одна из наиболее заметных его работ последних лет — постановка поэмы Фернандо Пессоа Ода к морю на Авиньонском фестивале (2009; Большая театральная премия общества критиков, 2010). В 2010 поставил по роману Тарьея Весоса Птицы драму Brume de Dieu.
Обращался также к оперным постановкам (Р. Вагнер, А. Онеггер, Л. Берио).

## Книги
Автор книг Утраченные пространства (Espaces Perdus, 1998), Порядок мертвецов (L’Ordre des Morts, 1999), Состояние неуверенности (L’Etat d’incertitude, 2002).

## Признание
Лауреат ряда национальных театральных премий. Его поискам посвящён документальный фильм Клод Режи, ожог мира (2005) (недоступная ссылка).

## Постановки
- 1953 : «Жизнь, которую я тебе даю» / «La Vie que je t’ai donnée», по пьесе[итал.] Луиджи Пиранделло, — Театр «Ателье»[фр.], Театр «Ноктамбюль»[фр.], Театр Матюрэн[фр.][5]
- 1962, 21 ноября : «Франк V: Опера частного банка» / «Frank V, opéra d’une banque privée», по пьесе Дюрренматта, совместно с Андре Барсаком, — Театр «Ателье»[фр.][6]